# Петар Калања
Петар Калања (Закопа, код Двора на Уни, 15. март 1915 — Београд, 30. мај 1995), учесник Народноослободилачке борбе, потпуковник ЈНА, друштвено-политички радник СР Хрватске и народни херој Југославије.

## Биографија
Рођен је 15. марта 1915. године у селу Закопа, код Двора на Уни, као једно од петнаесторо деце у сиромашној сељачкој породици. Основну школу завршио је у Двору на Уни. Већ као петнаестогодишњи дечак отишао је од својих родитеља на тешке сезонске физичке радове. Радио је у шуми као дрвосеча, као радник на изградњи мостова, у каменоломима, на изградњи индустријске пруге.
Војни рок служио је 1936. и 1937. године у Косовској Митровици. Вративши се из војске, поново је радио на индустријској прузи као физички радник до априла 1941. године. Тада је позван у резерву, коју је служио у Бањој Луци, све до капитулације Југословенске краљевске војске, која га је затекла у Калиновику. Калања је успео да избегне заробљеништво. Поред свих потешкоћа, успео је да с карабином и у новом војничком оделу дође до свог родног села. И у овом делу Баније већ првих дана успоставе Независне Државе Хрватске (НДХ), усташе испољавају своју власт на најсуровији начин. У мају, одвели су Калању на присилан рад. Он и његови сусељани били су сведоци усташких злочина, јер су поред рада на цести били присиљени да из реке Уне ваде људске лешеве и закопавају их.

### Народноослободилачка борба
У јуну 1941. године, Калања је био заточен у котарском затвору у Двору на Уни, из којег је успео да побегне након двадесет дана. Неко време се скривао у шуми, али се већ 14. септембра 1941. састао с Милошем Чавићем и другим организаторима устанка у овом крају. Заједно с њима радио је на окупљању људи и припремама за устанак. Калања је од октобра био десетар у Партизанском одреду „Черкезовац“. Истакао се већ у првим борбеним акцијама, попут борбе с усташама 14. новембра на Черкезовцу, затим у борби с усташама у Гвозданском, а у јануару 1942. године био је бомбаш у жестокој бици с усташама у Зрину.
У новембру 1941, постао је кандидат за члана Комунистичке партије Југославије (КПЈ), а за члана је примљен 15. марта 1942. године. Тада је био водник вода, а у току НОР-а командир чете, заменик и командант батаљона, ађутант бригаде и начелник Штаба Банијског партизанског одреда. У нападу на 20. и 27. усташку сатнију у селу Тртник, код Глине, Калања је узео ручне бомбе из свог вода и ликвидирао први усташки бункер. Како му је понестало бомби за други, хватао је запаљене усташке бомбе у ваздуху и бацао их на непријатељске положаје. Тако је њиховим бомбама уништио и други бункер, те на тај начин осигурао успех своје јединице.
У току НОР-а, био је рањаван 13 пута. Посебно тешко је био рањен 22. јануара 1943. код Класнића, када је под унакрсном непријатељском ватром износио рањеног борца. Био је у Седмој банијској дивизији 215 дана и учествовао у биткама од Баније, преко Босанске Крајине, Гламоча, Оглавка, Неретве, Санџака, Пиве, Таре, Сутјеске, Зеленгоре и других попришта тешких борби у току Четврте и Пете непријатељске офанзиве.
По повратку на Банију, учествовао је у низу битака, попут борби за Глину, Цазин, Бихаћ, Генералски Стол, у Рипачком кланцу и многима другима. Руководио је успешним борбама у уништењу четницких јединица августа 1944. у селу Лађевчанима крај Суње и у Четвртковцу. Калања је у нападу са својим борцима нанео непријатељу велике губитке (70 мртвих четника), а да при том није погинуо ни један партизан.

### Послератни период
После ослобођења Југославије, Калања је руководио борбама против заосталих усташко-жандармеријских и четничких групација. Затим је био заменик команданта бригаде Корпуса народне одбране Југославије (КНОЈ) и начелник Војног одсека Карловца, до 31. августа 1956. године, када је пензионисан у чину потпуковника ЈНА.
Иако је био ратни војни инвалид, био је активан друштвено-политички радник у Карловцу. Био је председник Савеза бораца котара Карловац, председник Савеза резервних војних старешина, председник Савеза ратних војних инвалида, председник Савеза извиђача општине Карловац, члан Републичког одреда СУБНОР-а Хрватске, те члан Савеза резервних војних старешина и Савеза ратних војних инвалида Хрватске.
Умро је 30. маја 1995. године у Београду и сахрањен је у Алеји народних хероја на Новом гробљу у Београду.
Носилац је Партизанске споменице 1941. и других југословенских одликовања, међу којима су — Орден партизанске звезде другог реда, Орден заслуга за народ другог реда, Орден братства и јединства другог реда, два Ордена за храброст и Орден за војне заслуге другог реда. Орденом народног хероја одликован је 23. јула 1952. године.